# エスコンディード (カリフォルニア州)
エスコンディード（英: Escondido、発音: [ˌɛskənˈdiːdoʊ] "es-cone-DEE-doe"）は、アメリカ合衆国カリフォルニア州のサンディエゴ郡にある都市。サンディエゴ都市圏の北東部に位置している。人口は15万1038人（2020年）。サンディエゴ郡では最も初期に入植が始まった都市である。
市名はスペイン語で「隠れた」という意味であり、岩がちの丘で取り囲まれた浅い渓谷にある。アメリカ・インディアンのディエゲノ語では「エスコンディイド」（Eskondiid）とも呼ばれている。
2005年の全国的な研究に拠るとエスコンディードは全米で最も保守的な都市25傑の11位にランク付けされている。

## 歴史
エスコンディードのある地域には先ずアメリカ・インディアンの部族が住んでいた。ルイセーニョ族がこの地域を流れるクリーク沿いに宿営地と集落を建設した。彼らはこの地を「メヘルオムポムパヴォ」と名付けた。クメヤーイー族がコロラド川に近い地域から移ってきて、現在のエスコンディード市域の南西部と西部にあるサンパスカル・バレーとサンディエグイト川近くに入った。その集落と宿営地の大半は現在開発と農業によって破壊されてきた。
18世紀後半から19世紀初期にかけてスペインがこの地を支配し、先住民を改宗させるために多くの伝道所を設立した。メキシコがスペインから独立したとき、地域の土地は大きな「ランチョ」に分割された。エスコンディードの大半は元のランチョ・リンコン・デル・リアブロだった。リンコン・デル・リアブロ（悪魔の隅）は1843年にマヌエル・ミケルトレナ知事からフアン・バウティスタ・アルバラドに与えられたメキシコの特許土地だった。アルバラドは当時ロサンゼルスのレジドール（市議会議員）であり、サンディエゴのプエブロの初代レジドールになった。さらにエスコンディードの南部は、1842年と1845年に特許された元のランチョ・サンベルナルドだった。
1846年に米墨戦争が始まった。エスコンディードの南東でサンパスカルの戦いが起こり、メキシコのアンドレス・ピコ（当時カリフォルニア知事のピオ・ピコの兄弟）がアメリカ軍のスティーブン・W・カーニー、アーチボルド・ジレスピーおよびキット・カーソンと対戦した。エスコンディードにある公園はカーソンに因んで名付けられたものがある。
1853年、南部寄りのカパーヘッドがカリフォルニア州を分割して新しくコロラド準州を創設する提案を行った（当時、後にコロラド州となる準州は「ジェファーソン準州」と呼ばれていた）。サンディエゴの判事オリバー・S・ウィザビーは新しい準州の州都がランチョ・リンコン・デル・リアブロに置かれると予言した。ウィザビーはサンディエゴから現在のエスコンディードの地の南約2マイル (3 km) の地域を抜け、サンパスカルを東にむかってユマ砦とを結ぶ鉄道を計画した。彼は東の丘の下の鉄道分起点を中心に形成されると考えた町から利益を得るつもりだった。1855年と1856年の取引によって牧場はフアン・バウティスタ・アルバラドの相続人の手からウィザビーに移された。
州を分割し新しい準州を創設する提案はカリフォルニア州議会で承認されたが、アメリカ南北戦争に進む段階にあった連邦議会によって凍結された。連邦議会がそれまでジェファーソン準州とされていた地域にコロラド準州を創設した1861年に、カリフォルニアの提案は廃案になった。繁盛する州都を所有するというウィザビーの野望は実現されなかったので、その代わりに牧場で鉱業を始めた。
1868年、ウィザビーはこの牧場はエドワード・マクギアリーと、ジョン、ジョサイア、マシューのウォルフスキル兄弟に8,000ドルで売却した。マクギアリーが牧場の半分を所有し、ウォルフスキル兄弟が残り半分を3等分した。ジョン・ウォルフスキルは長い間牧場で羊、馬および牛を養育した。ウォルフスキルは隣接するグアホム、ブエナビスタおよびサンマルコス各牧場の所有者であるクーツ家と牧草地や水源のことで度々喧嘩した。

### 市政執行と成長
1850年に初めて行われた国勢調査でエスコンディードには多くのスペイン語を話す住民がいたが、アメリカが戦争に勝った後、非ヒスパニック系の開拓者が南カリフォルニアに入ってきて人口を増やした。1880年代の10年間は、多くの人々がカリフォルニア州に移ってきたので、「南カリフォルニア土地ブーム」と呼ばれている。
1883年10月、ロサンゼルスの投機家集団がランチョ・リンコン・デル・リアブロを買収した。この集団は1884年に新しく作られたエスコンディード会社に土地を転売した。1885年12月18日、投機家達がエスコンディード土地・町会社を法人化し、1886年にこの会社が12,814エーカー (52 km2) の土地を約10万ドルで購入した。2年後の1888年、エスコンディードは市として組織化された。この時の住民投票は賛成64票、反対12票だった。アッチソン・トピカ・アンド・サンタフェ鉄道やサザン・パシフィック鉄道が1880年代に敷設され、1930年代にはアメリカ国道395号線が開通したことで、エスコンディードに経済発展が訪れた。
エスコンディードは主に農業社会であり、当初はマスカットを栽培していた。1894年から1895年にダムが建設されて今日ウォールフォード湖と呼ばれる湖を形成し、オレンジやレモンの木が大量に植えられ、また多くのオリーブや胡桃の木も植えられた。1860年代までにアボカドがこの土地では最大の産物になった。1970年代以降、住宅開発のために農業用地の大半が失われていった。

## 地理

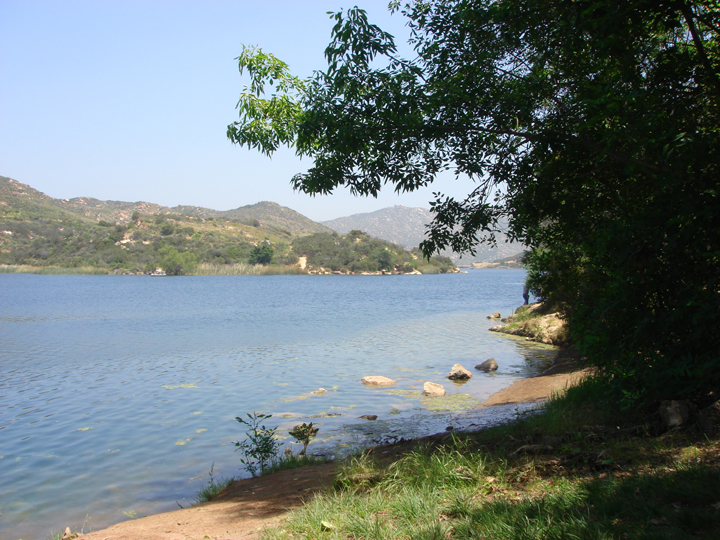
デイリー牧場のディクソン湖

エスコンディードは北緯33度7分29秒 西経117度04分51秒 / 北緯33.12472度 西経117.08083度に位置する。標高は2,655フィート (809 m) である。アメリカ合衆国国勢調査局に拠れば、市域全面積は36.5平方マイル (94.5 km2)であり、このうち陸地は36.3平方マイル (94.0 km2)、水域は0.2平方マイル (0.5 km2)で水域率は0.52%である
エスコンディードはイースト・バレー・パークウェイ東端に出現したヒドン・トレイルズのような新しい地域社会と共に急速に成長している。市の元々の地域は幾つか人口が少なく未編入の地域社会に取り囲まれている。それらは北のジェスモンドディーンとヒドンメドウズ、南西のフェリシタパーク、および南東のリンコン・デル・ディアブロなどである。これらの地域社会住人はエスコンディードを郵便用住所とし、同じ郵便番号を使い、時として市内の学校に入学するが、市の選挙には投票していない。
市内には下記のものを含め幾つかの地区がある。
- 中心街、グランド・アベニューを中心としセンターシティ・パークウェイとパロマ病院の間。市の総合計画では、西のセンターシティ・パークウェイ、東のヒッコリー通りとアイビー通り、北のワシントン・アベニュー、南の5番アベニューで囲まれる約460エーカー (1.9 km²) に、バレー・パークウェイから西に州間高速道路15号線まで伸びる細長い部分を加えて、中心街特別計画地域に指定している[9]。
- オールド・エスコンディード、西はエスコンディード・ブールバード、東はチェスナット通り、北は5番アベニュー、南は13番アベニューで囲まれる地区。この地区は大半が一戸建て住宅である[10]。

国勢調査指定地域であるバレーセンターがエスコンディードの真北にある。ディエゲノ・ミッション・インディアンのサンパスカル・バンドが所有するカジノ、バレービューがこの地にある。

### 気候
エスコンディードは隣接するサンディエゴ市よりも暖かい夏と雨の多い冬を経験する傾向にある。年間平均降水量は15インチ (380 mm) であり、年によって変化している。降水量の80%以上が11月から3月の間に降る。降雪は大変稀である。気候は温暖であるので、アボカドやオレンジの栽培が広範囲に行われている。植生の耐寒性帯9に位置している。
| エスコンディードの気候 | エスコンディードの気候 | エスコンディードの気候 | エスコンディードの気候 | エスコンディードの気候 | エスコンディードの気候 | エスコンディードの気候 | エスコンディードの気候 | エスコンディードの気候 | エスコンディードの気候 | エスコンディードの気候 | エスコンディードの気候 | エスコンディードの気候 | エスコンディードの気候 |
| 月                     | 1月                    | 2月                    | 3月                    | 4月                    | 5月                    | 6月                    | 7月                    | 8月                    | 9月                    | 10月                   | 11月                   | 12月                   | 年                     |
| ---------------------- | ---------------------- | ---------------------- | ---------------------- | ---------------------- | ---------------------- | ---------------------- | ---------------------- | ---------------------- | ---------------------- | ---------------------- | ---------------------- | ---------------------- | ---------------------- |
| 平均最高気温 °C （°F） | 20 (68)                | 21 (69)                | 21 (70)                | 24 (75)                | 25 (77)                | 29 (84)                | 32 (89)                | 32 (89)                | 31 (87)                | 27 (81)                | 23 (74)                | 21 (69)                | 25.4 (77.7)            |
| 平均最低気温 °C （°F） | 6 (42)                 | 7 (45)                 | 8 (47)                 | 10 (50)                | 12 (54)                | 14 (58)                | 16 (61)                | 17 (63)                | 16 (61)                | 13 (55)                | 8 (46)                 | 6 (42)                 | 11 (52)                |
| 降水量 mm （inch）     | 86 (3.4)               | 81 (3.2)               | 84 (3.3)               | 25 (1.0)               | 8 (.3)                 | 3 (.1)                 | 3 (.1)                 | 0 (.0)                 | 5 (.2)                 | 10 (.4)                | 33 (1.3)               | 46 (1.8)               | 384 (15.1)             |
| 出典：August 2010      |                        |                        |                        |                        |                        |                        |                        |                        |                        |                        |                        |                        |                        |

### 湖
エスコンディード近くには3つの湖あり、全てボート乗りや釣りができる。
- ディクソン湖は市の北にある。
- ウォールフォード湖は市域の北と東の縁にある。
- ホッジス湖は市の南にある。その一部は州間高速道路のホッジス湖橋が横切っており、この区切られた部分は水が無いことが多い。

## 人口動態
以下は2000年の人口統計データである。
| 基礎データ - 人口: 133,559人 - 世帯数: 43,817世帯 - 家族数: 31,153家族 - 人口密度: 1,421.4人/km2（3,680.9人/mi2） - 住居数: 45,050軒 - 住居密度: 479.4軒/km2（1,241.6軒/mi2） 人種別人口構成 - 白人: 51.9% - アフリカン・アメリカン: 2.25% - ネイティブ・アメリカン: 1.23% - アジア人: 4.46% - 太平洋諸島系: 0.23% - その他の人種: 19.19% - 混血: 4.71% - ヒスパニック・ラテン系: 38.7% 年齢別人口構成 - 18歳未満: 29.7% - 18-24歳: 10.4% - 25-44歳: 31.4% - 45-64歳: 17.5% - 65歳以上: 11.0% - 年齢の中央値: 31歳 - 性比（女性100人あたり男性の人口） - 総人口: 98.4 - 18歳以上: 96.1 | 世帯と家族（対世帯数） - 18歳未満の子供がいる: 39.1% - 結婚・同居している夫婦: 53.9% - 未婚・離婚・死別女性が世帯主: 28.9% - 非家族世帯: 11.7% - 単身世帯: 22.4% - 65歳以上の老人1人暮らし: 10.1% - 平均構成人数 - 世帯: 3.01人 - 家族: 3.50人 収入と家計（2007年推計） - 収入の中央値 - 世帯: 42,567米ドル - 家族: 48,456米ドル - 性別 - 男性: 32,627米ドル - 女性: 27,526米ドル - 人口1人あたり収入: 18,241米ドル - 貧困線以下 - 対人口: 13.4% - 対家族数: 9.3% - 18歳未満: 17.9% - 65歳以上: 5.7% |

市内は人口動態的に2つの特徴ある地域に分けられる。北、南東および南西の周辺丘陵地域は比較的裕福で非ヒスパニック系白人が、中心街に隣接する平らな地域はヒスパニック系住民が多い。2006年から2007年の学校年では、南西部にあるベルナルド小学校児童の71.7%、南東部にあるL・R・グリーン小学校児童の60.8%、北部のリーディクリーク小学校児童の54.7%は非ヒスパニック系白人の子弟だった。一方、中心街の直ぐ北にあるファー・アベニュー、パイオニアおよびリンカーンの大型の各小学校は、ヒスパニック系子弟が85%以上であり、非ヒスパニック系子弟は6%足らずだった。

### 犯罪
2009年に市内で629件の暴力犯罪と、3,880件の窃盗犯罪が報告された。殺人と非過失殺害事件は4件、強姦42件、強盗249件、加重暴行334件、夜盗779件、窃盗2,402件、自動車盗699件、放火23件だった。
2007年、エスコンディードは市民一人あたりの犯罪件数で、カリフォルニア州の人口5万人以上の都市165市の中で、暴力犯罪では65位、窃盗犯罪では58位だった。サンディエゴ郡内12の大都市と比較すると、どちらの分類でも6位だった。サンディエゴ、エルカホンおよびナショナルシティ各市よりは低いが、サンマルコス、カールスバッド、エンシニータスおよびサンティーの各市よりは高い。エスコンディードはラメサやチュラビスタより暴力犯罪率が低いが窃盗犯罪率は高い。ビスタとオーシャンサイド各市より暴力犯罪率は低いが窃盗犯罪率は高い。

## 経済
エスコンディード市民は様々な産業で働いている。年齢16歳以上の被雇用住民約64,000人のうち、15%は教育、医療、社会サービス分野で、13%は小売業、13%は建設業、12%は専門職、科学、経営、管理および廃棄物管理サービスの分野、11%は芸術、娯楽、レクリエーションおよび宿泊と食事提供の分野、11%は製造業、さらに11%はその他の業種で働いている。

### 主要雇用主
2009年包括的年次財政報告書に拠れば、エスコンディード市の雇用主トップ10は下表の通りである。
| 順位 | 雇用主                           | 従業員数 |
| ---- | -------------------------------- | -------- |
| 1    | パロマ医療センター               | 2,664    |
| 2    | エスコンディード統合教育学区     | 1,795    |
| 3    | エスコンディード市               | 1,075    |
| 4    | エスコンディード統合高校教育学区 | 715      |
| 5    | サンディエゴ郡北部交通地区       | 484      |
| 6    | ARS ナショナルサービシーズ       | 439      |
| 7    | ノードストローム                 | 418      |
| 8    | ネ・モ・ベイカリー               | 352      |
| 9    | パロマ・カレッジ                 | 340      |
| 10   | ザ・ホーム・デポ                 | 333      |

## 芸術と文化

### 中心街
中心街は過去数年間でレストラン、カフェおよび画廊がオープンして活性化されてきた。4月から9月までの毎週金曜日の夜には中心街事業協会が「クルージング・グランド」を開催し、ホットロッドやクラシックカーのショーや展示を楽しめる。様々な自動車クラブの出しもの（アンティークな消防車、ニトロナイト、ミジェットおよびスプリントカー）が毎週脚光を浴びる。「クルージング・グランド」ではディスクジョッキー、子供のためのフラフープ競技もあり、毎夜7つの優勝カップが与えられている。
グランド・アベニューにある多くの画廊に加えて、ミンゲイ国際博物館の支所が最近開館した。この博物館には世界中の工芸品が展示されている。グランド・アベニューから1ブロック先にはグレープデイ公園があり、ここには市民センターやカリフォルニア州エスコンディード芸術センターがあって、2つの劇場、美術館、教育用施設および会議場が収められている。エスコンディード子供博物館とエスコンディード歴史センターという2つの非営利独立系博物館がグレープデイ公園にある。エスコンディード子供博物館では10歳までの子供向けに手で触ることのできる展示やプログラムがあり、自然科学や社会科学の真に地域的な認識を与えている。歴史センターでは、市に最初にできたサンタフェ鉄道駅、初代図書館、ビクトリア様式の家屋、納屋および鍛冶屋が展示されている。市立図書館本館に隣接するマセ・エンタービルにあるエスコンディード公共図書館のパイオニア室には、写真、地図、伝承、系図学の収集品、人名録や年鑑などエスコンディードの歴史に関する文献が収められている。

## スポーツ
1964年から1968年、アメリカンフットボールのサンディエゴ・チャージャーズが、当時はあったアメリカン・フットボール・リーグに属し、エスコンディードで練習キャンプを張っていた。
1981年、エスコンディード・ナショナル・リトルリーグがリトルリーグ・ワールドシリーズに出場した。これはカリフォルニア州から同大会に出場した19番目のチームになった。このチームは第31地区の初代、続いて第8地区のチャンピオンになった。ユース・アスレティック・パークで行われた準々決勝ではサンバーナーディーノ・シビタンを3対2で下し、準決勝ではグラナダ・ヒルズ・アメリカンを5対1で破り、決勝戦ではラデラ・ナショナルを7対5で破って、ウェスタン・リージョンへの切符を手にした。サンバーナーディーノであったウェスタン・リージョンでは、4連勝を飾ってウィリアムズポートでの出場権を獲得した。
2010年10月、マイナーリーグ野球のポートランド・ビーバーズのオーナー、メリット・ポールソンが、そのチームをビーバーズの親チームであるサンディエゴ・パドレスの部分所有者でCEOでもあるジェフ・ムーラッドが率いるサンディエゴ郡北部野球所有者集団に売却すると発表した。この所有者集団はエスコンディードに野球場を建設することを検討している。

## 公園とレクリエーション

### 公園
エスコンディードには13の公園がある。
- デイリー牧場、1996年にエスコンディード市が買収し、地域の生態学的に特異で多様な生物種を永久保存するために管理している広さ3,058エーカー (12.38 km²) の保護地域。全長20マイル (32 km) 以上になるハイキング、マウンテンバイクおよび乗馬のための道がある。6つの道で公園内の大半に行くことができる。最も人気があるのはボルダーループ・トレイル（全長2.4マイル (3.8 km)）であり、エスコンディード市が眺められる。ランチハウスループ（全長2.5マイル (4.0 km)）は2つの小さな池やこの牧場の当初の丸太小屋の場所を通過している。
- エル・ノルト公園、市内北部のエル・ノルト・パークウェイ近くにある小さな緑地公園。成木や子供の遊戯場がある。
- グレープデイ公園、エスコンディード市役所と芸術施設の裏手にある。毎年レーバーデイの後の第1土曜日に開催される行事、ブドウ収穫の日に因んで名付けられている。
- ジェスモンド・ディーン
- キット・カーソン、フランス人画家、彫刻家ニキ・ド・サンファルの最後の国際的作品である「クィーン・カリフォルニアのマジカルサークル」が展示されている。サルバドール・ダリやジャスパー・ジョーンズの仲間だったド・サンファルはフランスのパリにある「ストラビンスキーの泉」で最も良く知られている。エスコンディードはイタリアを思い出させる地として最後の作品の場所に選んだ。
- ディクソン湖、この湖はエスコンディードに上水を提供している。水泳は禁止されているが、釣りは認められ、貸しボートもある。34箇所のキャンプ場があり、湖水やエスコンディード市を望む位置にある。入場料は無料であり、車で乗り入れる場合は5ドルを課している。しかし門外に大きな無料駐車場がある。
- ウォールフォード湖、市の北と東の隅にある。周囲にはウォーキング道があり、釣りも可能である。
- マウンテンビュー
- ロッド・マックロード
- ワシントン公園、エスコンディード中心部の東にる都市公園。2つの水泳プールがあり、ボールを蹴って廻るだけの緑地もある。多くの成木が緑陰を作っている。
- ウェストサイド
- ライアン公園
- グローブ公園、市の農業の歴史を認識するために名付けられ、2008年頃に開園した。広さ4.5エーカー (18,000 m²) あり、ミッションパークの地区にある。

### 野生動物公園
市郊外にある大きな観光地がサンディエゴ動物園サファリパークであり、サンディエゴ動物園同様、サンディエゴ・ズー・グローバルという非営利団体が運営している。この公園では野生動物を自然に近い環境におき、動物たちは自由に歩き回ったり、草を食んだり、飛ぶこともできる。

### ストーン醸造社
2006年、ストーン醸造社がその本社と醸造工場をサンマルコスからエスコンディードのクアリヒルズにある新しくかなり大きな施設に移転した。

### ディアパーク仏教寺院
ディアパーク仏教寺院はエスコンディードの北、デイリー牧場の西にある丘陵の広さ400エーカー (1.6 km²) の仏教聖域である。ベトナム出身の禅僧ティク・ナット・ハンの指示でアメリカ合衆国に建てられた2つの寺院のうちの1つである。ここには27人の僧侶と尼僧がおり、アメリカ合衆国西部や外国からの人々に多くの行事や癒しを与えている。

## 政治

### 市政府
エスコンディード市は市長・市政委員会方式を採用している。市政委員会は1人の市長と4人の委員で構成されている。市財務官と共に全市を選挙区にして4年に1回選挙されている。現市長はローリ・ホルト・ファイラーである。最新の選挙は2006年11月7日に行われた。
2006年時点でエスコンディード市には不法滞在移民が約35,000人、市人口の25%に相当すると推計されている。市は不法移民がアパートを借りることを禁じる条例を可決した。この条例に付いてはアメリカ自由人権協会から異議申し立てをうけており、カリフォルニア州法の下で違憲と裁定される可能性がある。2006年から2007年にかけて非市民人口の4分の1はいなくなったと推計されている。ラテン系活動家はこのことを市が移民に対して敵対的であると認識された結果だとしている。

### 州議会と連邦議会
カリフォルニア州議会では、上院の第38および下院の第74、75選挙区に属している。連邦議会下院ではカリフォルニア州第50選挙区に属し、クック投票動向指数では共和党+5となっている。2010年時点ですべて共和党議員が務めている。
2008年アメリカ合衆国大統領選挙では、住民の53.3%がジョン・マケインに投票し、44.9%がバラク・オバマ、1.8%が他の第3政党候補に投票した。周辺の未編入領域はより保守的と考えられ、リンコン・デル・ディアブロ、ヒドンメドウズ、およびバレーセンターの住人はそれぞれ62.3%、65.5%、66.9%がマケインに投票した。

## 教育
エスコンディードの公共教育はエスコンディード統合教育学区エスコンディード統合高校教育学区およびサンパスカル統合教育学区が管轄している。市内には小学校19校、中学校5校、高校7校がある。
エスコンディードの学校には幅広い学術評価指数結果があり、市内の人口動態の多様さを反映している。2つの小学校は州内の全学校の80%以上をマークしたのに対し、9つの小学校は同じく20%以下のレベルだった。
エスコンディード公共図書館システムは本館、イーストバレー支所、パイオニア室、コンピュータセンターおよび移動図書館で構成されている。

## インフラ

### 交通
エスコンディード市内を通る高規格道路としては、州道78号線と州間高速道路15号線がある。州道78号線は高速道路として西から入り、ブロードウェイで終わる。それから先は平面道路となり、東のサンパスカル・バレーに抜けていく。
サンディエゴ郡北部交通地区が地元のバス便を運行しており、エスコンディード交通センターが中継点として機能している。ここからサンディエゴ都市圏交通システムとリバーサイド交通局の路線に接続している。
サンディエゴ郡北部交通地区が運行するライトレール線スプリンター（Sprinter）が、交通センターとオーシャンサイドを結んでいる。この線は現存する延長35kmのサンディエゴ北部鉄道のエスコンディード支線を使って2008年に開業した。車両はドイツのシーメンスのデジロ・クラス気動車である。
カリフォルニア高速鉄道局は南カリフォルニアから北カリフォルニアを繋ぐ高速鉄道システムの停車駅にエスコンディードを挙げている。この線のサンフランシスコとロサンゼルス間は2008年11月の住民投票で承認された。

### 公共事業
サンディエゴ・ガス電力会社が市内に電力を供給している。リンコン・デル・ディアブロ市民上水地区が上水を供給している。

### 医療
パロマ医療センターは市中心街東にある病院である。サンディエゴ郡北部では唯一の指定トラウマ・センターである。2番目の病院としてパロマ・ウェスト病院が州間高速道路15号線と州道78号線インターチェンジ南西に建設中である。2012年開業を予定している。

## 著名な出身者と住人
- アナカニ: ローレンス・ウェルクのオーケストラに登場した歌手
- トム・アンダーソン: ウェブサイトMySpaceの共同設立者[33]
- レスター・バングス]: ロック音楽の評論家
- ベンジャミン・ブリテン: イギリスの作曲家・指揮者・ピアニスト、オペラ"ピーター・グライムズ"で著名[34]
- E・H・ブロナー: 石鹸の製造者
- ピート・コスカラート: 元メジャーリーグベースボールMLBの選手、ブルックリン・ドジャー
- ギャビー・クラバス: 元MLBの選手、フィラデルフィア・フィリーズ
- リチャード・デニング: 俳優
- マイク・エスパルサ: ラジオのパーソナリティ、マイキーショーの司会
- ブリタニー・ホーガン: ミス・カリフォルニア
- ヴァネッサ・ハジェンズ: 女優、歌手、映画ハイスクール・ミュージカルに出演
- ランディ・ジョンソン: 元MLBの選手、アトランタ・ブレーブス、広島東洋カープ、現在オークランド・アスレチックスGMビリー・ビーンの特別助手、エスコンディード高校卒
- ジョバン・キロフスキー: MLSメジャーリーグ・サッカーの選手、ロサンゼルス・ギャラクシー
- エリザベス・キューブラー＝ロス: 70年代後半から80年代前半にエスコンディードにあるホスピス「シャンティ・ニラヤ」を設立し住人となった
- シャノン・マクミラン: 女子プロ・サッカー選手、サンパスカル高校卒
- デボラ・ジーン・パルフレイ: ワシントンD.C.のコールガール手配者、人呼んで'D.C. Madam'[35]
- マーク・レッドマン: 元MLBの選手、エスコンディード高校卒
- スティーブ・リーブズ]: ボディビルダー[36]
- トラビス・ライアン: バンドCattle Decapitationのリードボーカル[37]
- ブレット・サリスベリー: カレッジフットボールの選手、エスコンディードの1981年リトルリーグ・ワールドシリーズ出場メンバー
- ショーン・サリスベリー: 元ESPNのアンカーマン、元NFL選手、オレンジ・グレン高校卒
- ディエゴ・サンチェス: バンドディスゴージのギター奏者
- ランディ・バスケス: 俳優
- エリック・ウェドル: NFL選手、サンディエゴ・チャージャーズ、エスコンディード在住[38]
- ハロルド・ベル・ライト: 1920年代から1930年代の著作家

## 姉妹都市
- 日本福岡県前原市、現糸島市